# D. Frangopoulos
D. Frangopoulos (griechisch Δ. Φρανγόπουλοσ) war ein griechischer Tennisspieler, der an den ersten Olympischen Sommerspielen 1896 in Athen teilgenommen hat. 
Er verlor sein einziges Match im Einzelwettbewerb in der ersten Runde gegen den Ungarn Momcsilló Tapavicza. Das genaue Ergebnis dieser Partie ist nicht bekannt. Er stand auch für drei Schwimmevents auf der Teilnehmerliste, trat letztlich aber nicht an. Ansonsten ist kaum etwas über Frangopoulos bekannt. Die Vermutung, dass er eine Verbindung nach Großbritannien hat, kann nicht bewiesen werden.